# Üzemanyagkanna

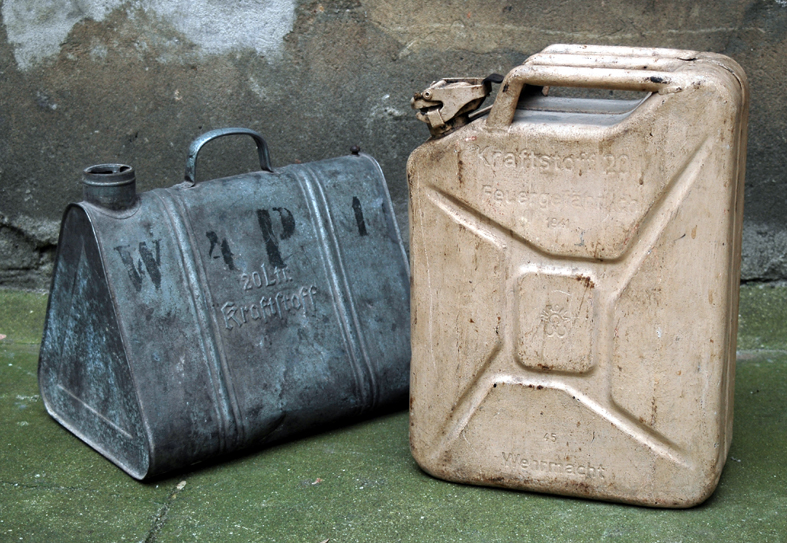
20 literes üzemanyagkannák: balra régi kivitelű, jobbra 1941-ben készült Nirona gyártmányú Wehrmacht üzemanyag kanna

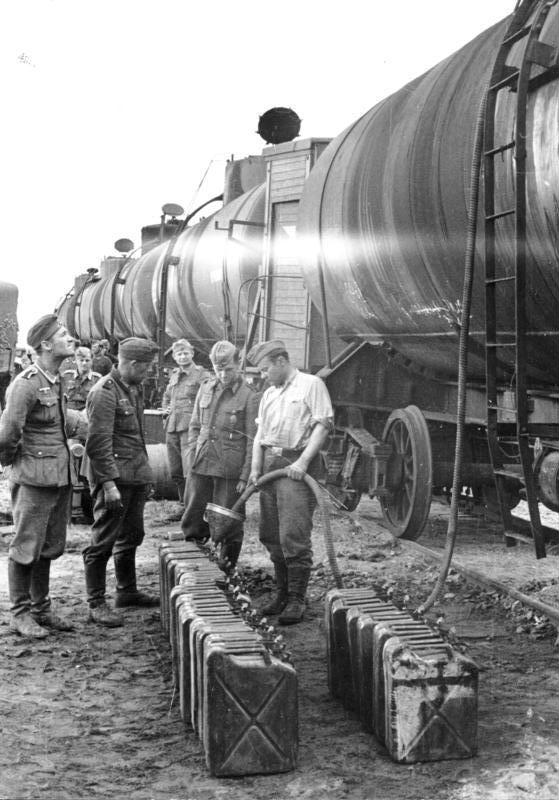
Német katonák üzemanyagot töltenek át vonatról korai kivitelezésű fémkannákba, Oroszország, 1941

Az üzemanyagkanna általában fém vagy műanyag kivitelben készül. Térfogat szerint megkülönböztetünk 5- 10- 20 literes kannákat.
A fémből sajtolt kanna három fogantyúval készül, így egy ember karonként kettőt is képes hordani. Jól átgondolt kivitelezése kapcsán könnyű egyik kézből a másikba átadni, bármilyen irányban. Még megtöltve is lebeg a vízen. A második világháború során, így nem volt akadály repülőről folyóba, tóba dobva eljuttatni a csapatokhoz. A gyorszáras, levegőztetővel felszerelt, kiemelt betöltőnyílás előnyeit pedig töltés és ürítés műveletét könnyítette meg.
A világon az egyik legjobban elterjedt üzemanyag kanna típus az ún. Wehrmacht-Einheitskanister, magyarul marmonkanna. Az eredeti német üzemanyag kanna 20 literes kivitelben készült az 1930-as években a Wehrmacht számára. A második világháború során az összes hadszíntéren használták. A mai napig a világ szinte összes országában gyártják a tároló edényt. Angolszász területen jerrycan-nek nevezik, mivel a háború idején használt szlengben a németek neve jerry volt (német kanna).

## Története
A német típusú fémkanna kifejlesztése előtt háromszögletű fém kannákat használtak mind polgári, mind katonai célokra. Ezek térfogata 2,5 és 20 liter között mozgott.
A Wehrmacht-Einheitskanister szintén préselt fémlemezből készült. 1935/36-ban Vinzenz Grünvogel mérnök fejlesztette ki a schwelmi Müller & Co. AG gyárban. 1936-ban 5000 darab lett átadva a Német Hadsereg számára kipróbálásra. A sikeres teszteket követően 1937-ben rendszeresítették is.
Végleges formáját 1937-ben kapta, amikor a berlini Ambi-Budd (ABP) Presswerk GmbH átdolgozta. A második világháború során elsőnek Svájc és Olaszország használta a német kannákat. Nemcsak üzemanyag szállítására használták őket, hanem ivóvíz szállítására is. Utóbbi kannákat fehér megkülönböztető jelzéssel látták el és felirattal.
A szövetséges hatalmak látva a kannák magas fejlettségét lemásolták őket. Millió számban kerültek a háború összes hadszinterére.
Magyar megnevezése a marmonkanna kifejezés szintén a második világháború során keletkezett, amikor a Magyar Királyi Honvédség nagy mennyiségű Ford teherautót rendelt egy németországi, pontosabban egy kölni gyárból. Ezek viszont csak kétkerék meghajtású járművek voltak. A Marmon-Herrington féle szabadalom alapján négykerék meghajtásúakká alakították át őket. S ezek után nevezték el a magyar katonák Ford-Marmonnak vagy egyszerűen csak Marmonnak. A teherautók rendelkeztek a német gyártmányú 20 literes kannákkal. S az egyszerűség kedvéért elnevezték a járművek után marmonkannának.

### Az üzemanyag kanna hordása kézben
|  |  |

### Szabványok
A veszélyes áruk nemzetközi közúti szállításáról szóló európai megállapodás (ADR) értelmében a következők vonatkoznak az üzemanyag kannára: szabványok tartalmazzák a fém, illetve műanyag kannák gyártását, tárolását és közúton való szállítását is. A kannának szigorú minőségi paramétereknek kell megfelelnie: vagyis a DIN-szabvány szerint 7274, vagy 16904-es számmal minősített kannában lehet üzemanyagot szállítani. Kemény, szilárd, jól zárhatónak kell lennie. Szállítás közben mindenképpen rögzíteni kell egy gumiszalaggal az autóhoz, hogy baleset esetén se okozzon katasztrófát. A kannák is el tudnak öregedni, és egy idő után kilyukadhatnak, éppen ezért az előállítási dátumot is figyelembe kell venni. Tíz évnél idősebb modellekbe például tilos benzint tölteni. Az acél kannáknál a rozsdásodásra kell figyelni.